# N’Dorola
N’Dorola ist sowohl eine Gemeinde (französisch commune rurale) als auch ein dasselbe Gebiet umfassendes Departement im westafrikanischen Staat Burkina Faso, in der Region Hauts-Bassins und der Provinz Kénédougou. Die Gemeinde hat 30.703 Einwohner.

## Persönlichkeiten
- Minata Samaté Cessouma (* 1961), Diplomatin